# محمود ابرش
محمود اَبْرَشْ (به عربی: محمود الأبرش) (زادهٔ ۱۹۴۴) سیاسی سوری و رئیس سابق مجلس خلق سوریه است. او دکترای مهدسی عمران، در تاریخ ۱۹۷۲ از دانشگاهی در پاریس دریافت کرد. وی عضو حزب عربی سوسیالیستی بعث است و در تاریخ ۷ اکتبر ۲۰۰۳، بعد از انتخاب محمدناجی عطری به عنوان نخست‌وزیر، سمت رئیس مجلس خلق سوریه را به عهده گرفت و تا ۷ مه ۲۰۱۲ به کار خود ادامه داد. او هم‌اکنون عضو مجلس خلق سوریه است.